# John Cale Comes Alive
John Cale Comes Alive je druhé koncertní album velšského hudebníka Johna Calea, vydané v září roku 1984 prostřednictvím hudebního vydavatelství ZE Records. Album původně vyšlo na gramofnové LP desce a na audiokazetě; na kompaktním disku nikdy vydáno nebylo (spolu s předchozím albem Caribbean Sunset jde o jediné Caleovo album, které nevyšlo na CD). Album obsahuje záznam z části koncertu ze dne 26. února 1984 v sále Lyceum Ballroom v Londýně. Mimo osmi koncertních nahrávek obsahuje také dvě skladby nahrané ve studiu. Americká verze obsahuje jiné verze studiových nahrávek než evropská. První studiovou písní je „Ooh La La“, která dříve vyšla na singlu, a druhou „Never Give Up on You“, která nikdy dříve nevyšla. Producentem alba byl sám John Cale.

## Kritika
Kritik Dave Thompson o albu ve své recenzi pro server Allmusic řekl, že je to nahrávka bez života a i duch koncertu z něj odešel před koncem vystoupení. V americkém časopisu People o albu psali, že má viscerální kvalitu, která ho odlišuje od ostatních.

## Seznam skladeb
| Pořadí | Název                                    | Autor                                                | Původní album                        | Délka |
| ------ | ---------------------------------------- | ---------------------------------------------------- | ------------------------------------ | ----- |
| 1.     | Ooh La La (studiová nahrávka)            | John Cale, Larry Sloman                              | —                                    | 3:25  |
| 2.     | Evidence                                 | Cale                                                 | Sabotage/Live (1979)                 | 3:26  |
| 3.     | Dead or Alive                            | Cale                                                 | Honi Soit (1981)                     | 3:58  |
| 4.     | Chinese Envoy                            | Cale                                                 | Music for a New Society (1982)       | 3:27  |
| 5.     | Leaving It Up to You                     | Cale                                                 | Helen of Troy (1975)                 | 5:32  |
| 6.     | Dr. Mudd                                 | Cale                                                 | Sabotage/Live (1979)                 | 3:42  |
| 7.     | Waiting for the Man                      | Lou Reed                                             | The Velvet Underground & Nico (1967) | 4:26  |
| 8.     | Heartbreak Hotel                         | Mae Boren Axton, Tommy Durden, Elvis Presley         | Slow Dazzle (1975)                   | 4:16  |
| 9.     | Fear Is a Man's Best Friend              | Cale                                                 | Fear (1974)                          | 3:20  |
| 10.    | Never Give Up on You (studiová nahrávka) | Cale, Andy Heermans, David Young, David Lichtenstein | —                                    | 3:55  |

## Sestava
Hudebníci
- John Cale – zpěv, kytara, klávesy
- David Young – kytara, doprovodné vokály
- Andy Heermans – baskytara, doprovodné vokály
- David Lichtenstein – bicí, elektronické bicí
- Julius Klepacz – bicí v „Never Give Up on You“ (americká verze)[5]

Technická podpora
- John Cale – produkce
- Stephen Street – zvukový inženýr (remix)
- Andy Heermans – zvukový inženýr v „Ooh La La“ a „Never Give Up on You“
- David Lichtenstein – zvukový inženýr v „Ooh La La“ a „Never Give Up on You“
- David Young – zvukový inženýr v „Ooh La La“ a „Never Give Up on You“
- Roddy Hui – zvukový inženýr v „Ooh La La“ a „Never Give Up on You“
- Ted Jensen – mastering v „Never Give Up on You“
- Jay Burnett – mixing v „Never Give Up on You“
- Frank Olinsky (Manhattan Design) – design obalu
- Sara Schwartz – ilustrace na obalu
- George DuBose – fotografie na obalu